# Kreuzstetten (Herrschaft)
Die Herrschaft Kreuzstetten war eine Grundherrschaft im Viertel unter dem Manhartsberg im Erzherzogtum Österreich unter der Enns, dem heutigen Niederösterreich.

## Ausdehnung
Die Herrschaft umfasste zuletzt die Ortsobrigkeit über Niederkreuzstetten, Hornsburg, Straifing und Wolfpassing. Der Sitz der Verwaltung befand sich in Niederkreuzstetten.

## Geschichte
Der letzte Inhaber der Allodialherrschaft war Graf Johann Ernst Graf von Hoyos-Sprinzenstein, der auch in Horn, Rosenburg, Drosendorf, Hohenberg und Gutenstein begütert war. Seine Herrschaften wurden nach den Reformen 1848/1849 aufgelöst.